# 巴瑞 (法国)
巴瑞（法語：Bajus，法語發音：[baʒy]）是法国上法蘭西大區加来海峡省的一个市镇，位于该省中部偏东北，贝蒂讷市区西南。

## 地理
巴瑞（50°25'17"N, 2°28'48"E）面积2.94 平方千米，位于法国上法蘭西大區加来海峡省，该省份为法国北部沿海省份，西北濒北海，南至索姆省，东临北部省。
与巴瑞接壤的市镇（或旧市镇、城区）包括：拉孔泰、马尼库尔昂孔特、拉蒂约卢瓦、迪耶瓦勒。
巴瑞的时区为UTC+01:00、UTC+02:00（夏令时）。

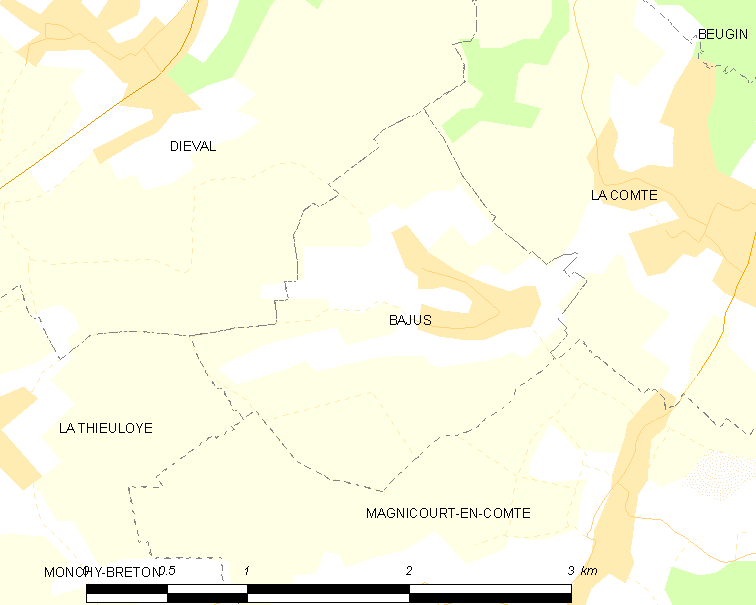
巴瑞的OSM定位图

## 行政
巴瑞的邮政编码为62150，INSEE市镇编码为62077。
巴瑞原属于阿拉斯区，2017年1月1日起划至贝蒂讷区。

## 政治
巴瑞所属的省级选区为布律埃-拉比西耶尔县。

## 人口

1962-2008年间巴瑞人口变化图示

巴瑞于2022年1月1日时的人口数量为358人。